# Charles Courant
Charles Courant (* 14. April 1896; † 26. Juni 1982 in Montreux) war ein Schweizer Ringer und Schwinger. Er gewann als Freistilringer bei den Olympischen Spielen 1920 in Antwerpen und 1924 in Paris eine Silbermedaille bzw. eine Bronzemedaille, jeweils im Halbschwergewicht.

## Werdegang
Charles Courant stammte aus der französischsprachigen Westschweiz. Wie fast alle Schweizer Freistilringer jener Jahre kam er aus dem Schwingerlager. Über seine Erfolge im Schwingen ist jedoch nichts bekannt.
Als Freistilringer war Charles Courant bei den Olympischen Spielen 1920 in Antwerpen im Halbschwergewicht am Start. Er besiegte dort Jan van Rensburg, Südafrika, Henri Snoeck, Belgien und John Roland Redman aus den Vereinigten Staaten. Im Endkampf unterlag er gegen Anders Larsson aus Schweden und gewann die Silbermedaille.
Auch bei den Olympischen Spielen 1924 in Paris war Charles Courant im gleichen Stil und in der gleichen Gewichtsklasse am Start. Er besiegte in Paris zunächst Charles Strack aus den Vereinigten Staaten und Poul Hansen aus Dänemark. Dann traf er auf Rudolf Svensson aus Schweden. Über diesen Kampf heisst es im offiziellen Erinnerungswerk des Internationalen Olympischen Komitees über die Olympischen Spiele 1924 unter dem Patronat des Schweizerischen Olympischen Komitees, erschienen 1925 im Verlag Julius Wagner, Zürich/München, auf Seite 53: In dieser Klasse schien sich der Kampf auf ein Duell zwischen Spellmann (Vereinigte Staaten) und Courant (Schweiz) zuzuspitzen. Der Schweizer begab sich jedoch im Demi-Final seiner guten Chancen, indem er nach der fünften Minute im Kampf gegen Svensson zurücktrat, nachdem der Schwede einen regelwidrigen Griff angebracht hatte, ohne dass er von den Kampfrichtern verwarnt worden wäre.
Charles Courant scheint also ein Mann mit Prinzipien gewesen zu sein. Weitere Möglichkeiten, an internationalen Meisterschaften teilzunehmen, hatte er nicht, denn im Amateurlager wurden im freien Stil Europameisterschaften erst ab 1929 und Weltmeisterschaften gar erst ab 1951 abgehalten. Nach seiner Sportlerkarriere war er auch Gründungsmitglied des waadtländischen Gymnastik- und Schwingerverbandes und war auch lange Jahre als Funktionär im Schweizer Ringerverband tätig.

## Internationale Erfolge als Freistilringer
| Jahr | Platz  | Wettbewerb                     | Gewichtsklasse | Ergebnisse |
| 1920 | Silber | Olympische Spiele in Antwerpen | Halbschwer     | nach Siegen über Jan van Rensburg, Südafrika, Henri Snoeck, Belgien, und John Roland Redman, USA, und einer Niederlage gegen Anders Larsson, Schweden |
| 1924 | Bronze | Olympische Spiele in Paris     | Halbschwer     | nach Siegen über Charles Strack, USA, und Poul Hansen, Dänemark, und einer Niederlage gegen Rudolf Svensson, Schweden                                 |